# Heuptas

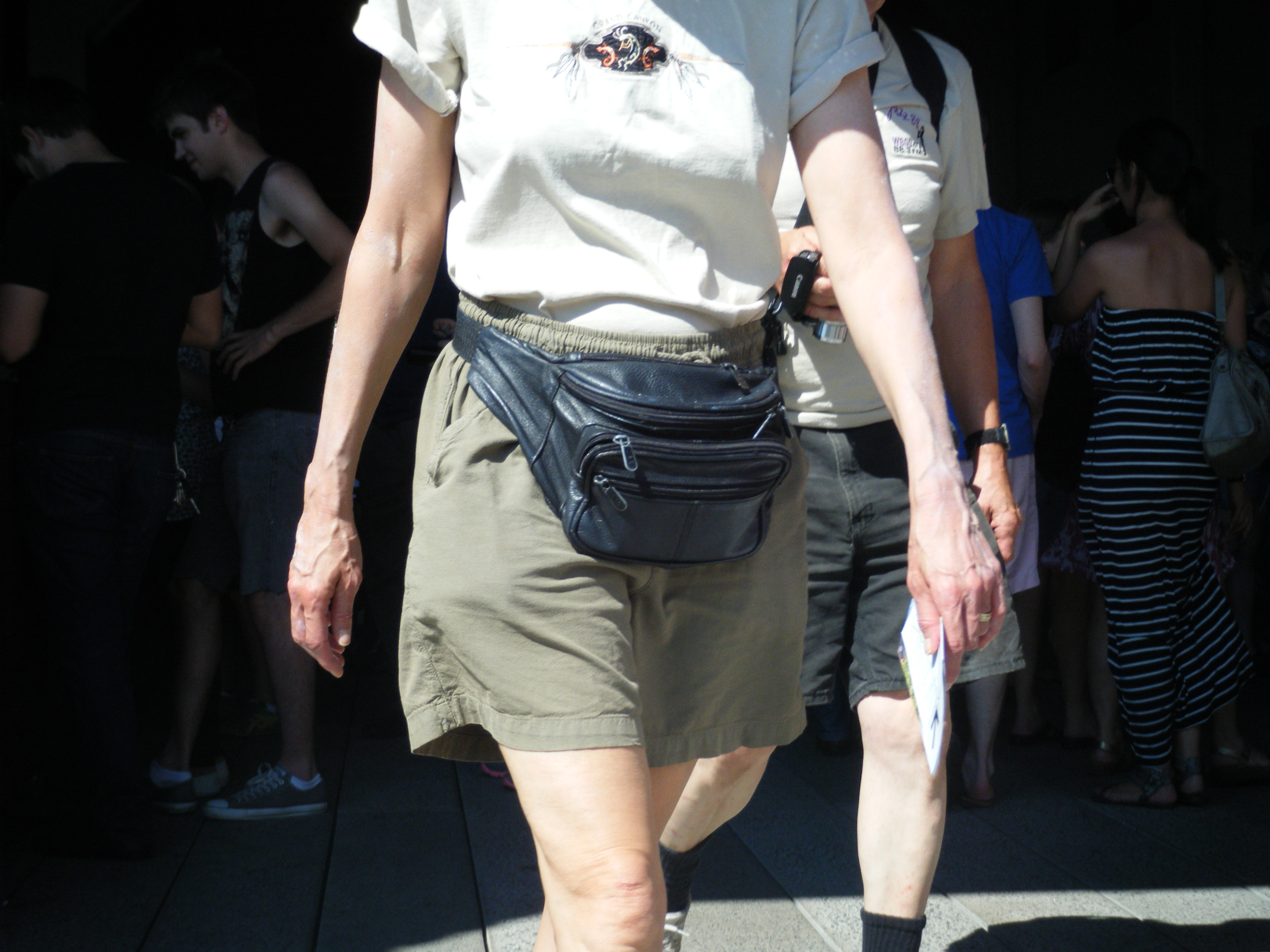
Heuptas

Een heuptas, ook wel fanny pack, buideltas, beltbag of buiktasje genoemd, is een kleine soort handtas die rondom de heup wordt gedragen. Tegenwoordig is het ook populair om de heuptas schuin over het lichaam te dragen. De heuptas wordt meestal bevestigd met een verstelbare riem.

## Kenmerken
- Gedragen over de borst of de heup
- Vaak voorzien van meerdere compartimenten of vakken
- Verstelbare riem (gordel) met kliksluiting of pin-hole systeem

## Gebruik
Heuptassen worden gebruikt om kleine persoonlijke spullen in op te bergen en mee te nemen zoals:
- Portemonnee, sleutels en telefoon
- Paspoort en reisdocumenten
- Snacks, water of andere benodigdheden

Ze zijn populair bij toeristen, festivalbezoekers, sporters en wandelaars, omdat ze de handen vrijhouden maar toch gemakkelijk toegang geven tot benodigdheden. Heuptassen bieden meer draagcomfort en veiligheid vergeleken met rugzakken of handtassen voor bepaalde activiteiten. Tegenwoordig zijn ze ook in trek als modeaccessoire.